# Snoqualmie Pass (Washington)
Snoqualmie Pass es un lugar designado por el censo ubicado en el condado de Kittitas en el estado estadounidense de Washington. En el año 2000 tenía una población de 201 habitantes y una densidad poblacional de 27,1 personas por km².

## Geografía
Snoqualmie Pass se encuentra ubicado en las coordenadas 47°23′32″N 121°24′0″O / 47.39222, -121.40000.

## Demografía
Según la Oficina del Censo en 2000 los ingresos medios por hogar en la localidad eran de $81.883, y los ingresos medios por familia eran $89.532. Los hombres tenían unos ingresos medios de $50.417 frente a los $26.875 para las mujeres. La renta per cápita para la localidad era de $54.316. Alrededor del 1,9% de la población estaban por debajo del umbral de pobreza.